# Schutzpolizei (Alemania nazi)

Colores para la Schutzpolizei en Prusia 1933.

La Schutzpolizei des Reiches o Schupo fue una policía de protección estatal de la Alemania nazi, una rama de la Ordnungspolizei. La Schutzpolizei des Reiches era la policía uniformada de la mayoría de las grandes ciudades y pueblos. Los departamentos de policía estatales estaban a cargo de la Policía de Protección, las divisiones de investigación criminal (la KriPo, abreviatura de Kriminalpolizei) y la policía administrativa. La Policía de Protección estatal estaba compuesta por una patrullas, policía de cuartel, policía de tráfico, policía marítima, policía montada, comunicaciones y policía aérea. Los policías debían tener servicio militar previo, buena salud física y mental, ser de ascendencia aria, ser miembros del Partido nazi y también miembros de las SS. Los policías fueron ascendidos de acuerdo con un sistema de carrera profesional regulado. La promoción de los oficiales se determinaba por el mérito y la antigüedad.
El salario de los policías era más alto que el del trabajador industrial promedio y estaba más en línea con el trabajador administrativo promedio contratado por el sector privado.

## Departamentos de la Policía Estatal
Los departamentos de las Policías Estatales eran administraciones de policía locales y de los Kreis a cargo de la Policía de Protección, las divisiones de investigación criminal (Kriminalabteilungen)y la Policía Administrativa.
| Municipalidad  | Departamento     | Comisaría de policía |
| -------------- | ---------------- | --- |
| Pueblo pequeño | Polizeiamt       | El Landrat, como jefe de la administración policial del Landkreis, era comisario de policía. Bajo su mando, un funcionario administrativo de la policía con el rango de Polizeirat o Polizeioberinspektor estaba a cargo diario del departamento. |
| Pueblo         | Polizeiamt       | El Polizeidirektor más cercano también era comisario del departamento. Bajo su mando, un funcionario administrativo de la policía con el rango de Polizeirat estaba a cargo diario del departamento.                                              |
| Ciudad         | Polizeidirektion | Abogado de la policía con rango de Polizeidirektor. |
| Gran ciudad    | Polizeipräsidium | Abogado de policía con rango de Polizeipräsident. |

Fuente:

## Ramas

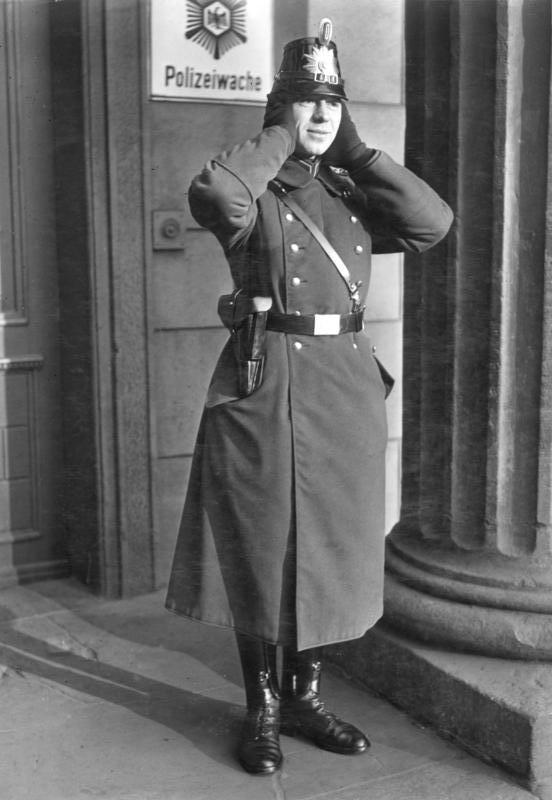
Policía con el característico chacó de la Schutzpolizei.

En cada departamento de la Policía Estatal, un comando de la Policía de Protección estatal llamado Kommando der Schutzpolizei estaba bajo el mando de un Kommandeuer der Schutzpolizei como jefe de la Policía de Protección local.

### Patrulla
Bajo el mando de la Policía de Protección había una organización de policía territorial para la rama de patrulla (Einzeldienst).
Además, la estructura organizativa estuvo conformada por los siguientes cargos:
- Polizeirevier: distrito (20 a 40 policías, con una población de 20.000 a 30.000 personas)
- Polizeiabschnitt: áreas de policía (cinco o más distritos)
- Polizeigruppe: grupos policiales (de tres a cinco áreas policiales; solo en Berlín, Viena y Hamburgo)[2]

### Policía de cuartel
La policía de cuartel, Kasernierte Polizei, fue una predecesora de la actual Bereitschaftspolizei alemana. Normalmente se organizaba en unidades del tamaño de una compañía (Hundertschaften) en las ciudades más grandes. Durante la guerra, la policía acuartelada formó el núcleo de los batallones de policía que servían en los países ocupados y en la retaguardia del ejército alemán.

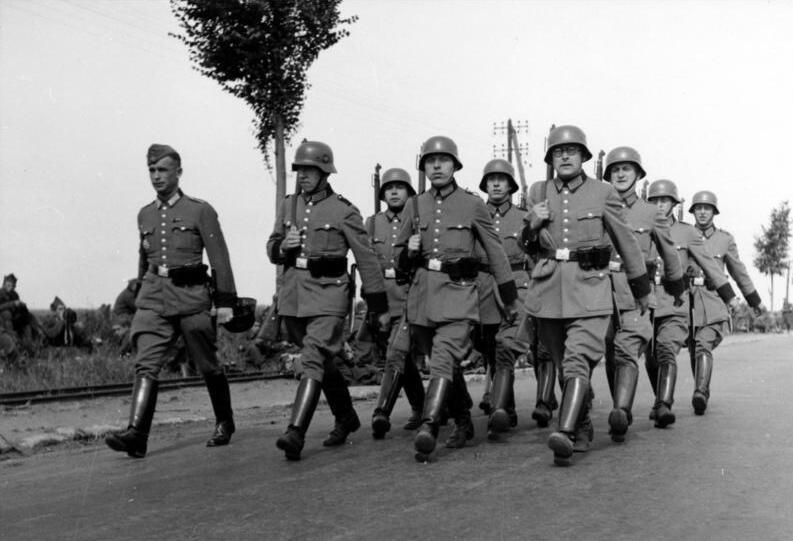
Miembros de la Schutzpolizei en Francia 1940.

El gran mando de la policía de protección tenía equipos motorizados (Motorisierte Uberfallkommandos) equipados con vehículos blindados. Durante la guerra sirvieron en Europa Occidental, reprimiendo las manifestaciones antialemanas, y en Eslovenia manteniendo abiertas las carreteras alpinas y combatiendo a la resistencia local.

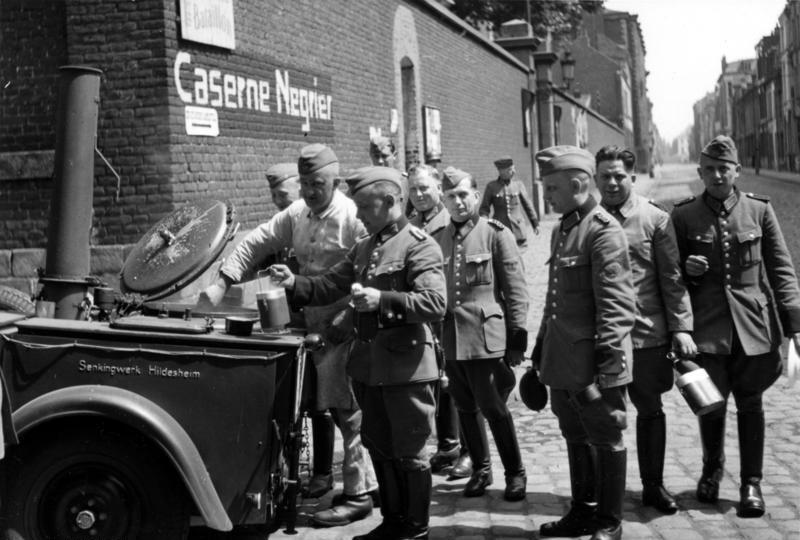
Miembros de la Schutzpolizei en Francia 1940.

Durante la guerra, se establecieron batallones de guardias policiales (Polizei-Wachbataillone), que consistían en personal reclutado de unos cincuenta años que eran demasiado mayores para ser llamados para la Wehrmacht. Cada batallón constaba de 350-500 hombres, y cada distrito militar (Wehrkreis) tenía 3-4 batallones de guardias. Estaban armados con rifles y algunas ametralladoras ligeras. La principal tarea de los batallones de guardias era mantener el orden y controlar el tráfico en relación con los esfuerzos de defensa civil en los lugares que fueron sometidos a los bombardeos aliados.

### Policía de tráfico
En 1937 se formaron 51 unidades de policía de tráfico específicas (Motorisierte Verkehrsbereitschaften) para el control del tráfico en las ciudades más grandes. La ampliación de la Alemania nazi llevó a que se añadieran más unidades de este tipo en las áreas incorporadas. La policía de tráfico estaba equipada con coches patrulla, motocicletas y vehículos de mando. En las ciudades de más de 200.000 habitantes también existían unidades específicas de accidentes de tráfico (Verkehrsunfallbereitschaften) equipadas con vehículos especiales para accidentes de tráfico. En 1941 se estableció una Motorisierte Verkehrskompanie zbV, para garantizar que se cumplieran las normas de tráfico en tiempo de guerra, es decir, las normas relativas a permisos de conducción, racionamiento de gasolina, etc. Sus cinco pelotones operaban en todo el país.

### Policía marítima
La Wasserschutzpolizei, la policía marítima, era una organización similar a la actual Wasserschutzpolizei. Estaba a cargo de las vías navegables costeras e internas, así como de la vigilancia portuaria. Se estableció a partir de la Reichswasserschutz y absorbió la policía marítima (Schiffahrtspolizei) y la policía portuaria en 1937.

### Policía montada
La policía montada era una unidad específica o parte de una unidad más grande que también contenía patrullas a pie. Las unidades básicas eran las Polizei-Reiterstaffeln (tropas montadas). Berlín, Königsberg, Stettin, Breslavia y Gliwice tenían en 1938 unidades de policía montadas específicas más grandes, cada una de las tres tropas montadas. En otras ciudades, las tropas montadas formaron parte de unidades combinadas. Durante la guerra, existieron regimientos y batallones de caballería policial como parte de los batallones de policía que servían en los países ocupados.

### Comunicaciones
Los Polizei-Nachrichtenstaffeln (escuadrones de comunicaciones de la policía) era el componente local del servicio de comunicaciones de la policía. Se utilizaba la radio, así como el teléfono y el télex en sus propias líneas seguras separadas del público en general. Las estaciones de radio móviles a lo largo de las carreteras y en las ciudades más grandes pertenecían a las Nachrichtenbereitschaften especiales (compañías de comunicaciones). Durante la guerra, las compañías de comunicaciones policiales formaban parte de los Batallones de Policía que prestaban servicios en los países ocupados.

### Policía aérea
La policía aérea existía en Alemania desde la Primera Guerra Mundial. La policía aérea realizaba patrullas fronterizas, vigilaba carreteras y rutas marítimas, realizaba vuelos contra incendios forestales, vuelos de mensajería y se utilizaba para comunicaciones. En 1940 había una unidad de aviación de la policía, la Polizeifliegerabteilung, con nueve aviones; la mayoría de los cuales estaban estacionados en Berlín o Polonia. En 1942 fue transferida a la Luftwaffe, formando el Fliegergruppe z.b.V. 7, aunque todavía operado por aviadores policiales.

## Personal

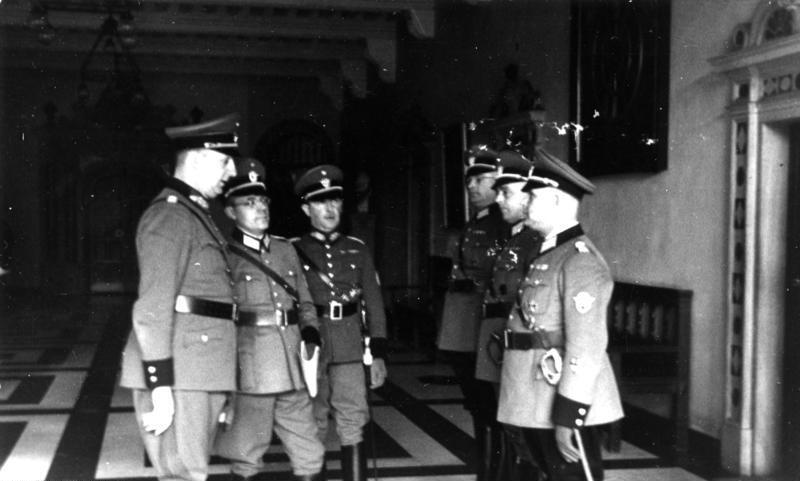
La Schutzpolizei es inspeccionada por el jefe de la Ordnungspolizei Kurt Daluege en 1937.

### Reclutamiento y entrenamiento

#### Policías
Para ser aceptado como aspirante a policía antes de la guerra, debían cumplirse los siguientes requisitos:
- Tener la ciudadanía alemana
- No tener antecedentes penales
- Medir al menos 170 cm
- Haber completado el servicio militar como líder de escuadrón o cuatro años de empleo en las SS-Verfügungstruppe.
- Tener de 20 a 25 años
- Estar soltero

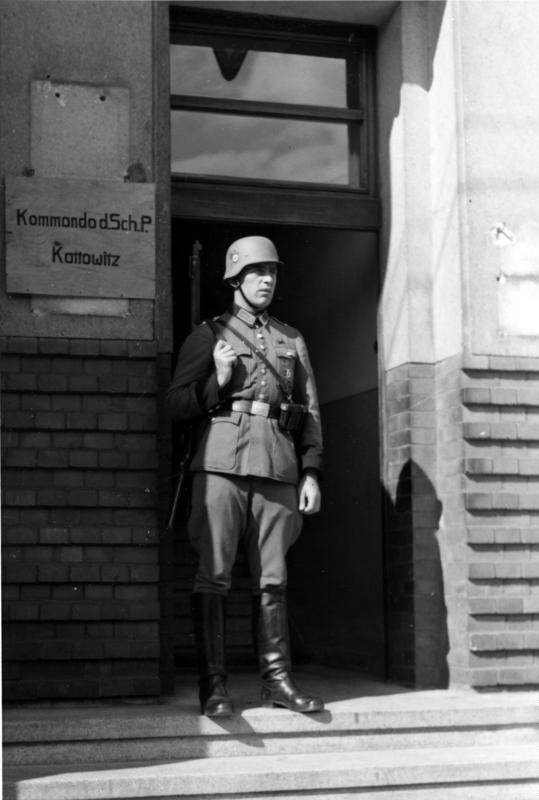
Un policía de la Schutzpolizei en Katowice, en Polonia en 1939.

- Un policía de la Schutzpolizei en Katowice, en Polonia en 1939.Pasar unas pruebas físicas y mentales aprobadas; una insignia deportiva era un mérito.
- Ser miembro del Partido nazi.
- Calificación SS, es decir, haber pasado un examen médico de las SS y un linaje ario aprobado a través de la genealogía realizada por las SS; pruebas de inteligencia y conocimientos generales.

La formación se impartió en compañías especiales de formación policial.

#### Oficiales
Los oficiales de policía eran reclutados principalmente de las SS-Junkerschule en Bad Tölz, Braunschweig y Klagenfurt. Otros tenían que cumplir los mismos requisitos básicos que los aspirantes a policía, y además haber realizado el examen general de acceso a la universidad (Abitur) y haber sido aceptados como SS-Anwärter. La formación de oficiales de policía se llevó a cabo en las escuelas de oficiales de policía de Berlín-Köpenick y Fürstenfeldbruck.

### Condiciones

#### Ascensos
Los policías eran ascendidos de acuerdo con un sistema de carrera regulado. Un Wachtmeister era ascendido a Oberwachtmeister después de seis años de servicio y a Revieroberwachtmeister después de siete años. Después de doce años, el ascenso a Hauptwachtmeister estaba garantizado. La selección para el ascenso a Meister podía tener lugar después de 16 años. Algunos Meister podían ser seleccionados para ascender a Revierleutnante y Revieroberleutnante. Después de cinco años como teniente, y con una edad de al menos 50 años, podría tener lugar el ascenso a Revierhauptmann.
Los ascensos de los oficiales se determinaron por mérito y antigüedad. El ascenso a Hauptmann requería un examen escrito, mientras que la promoción a Major requería un curso promocional de tres meses en una escuela de oficiales de policía. En Dresde existía una escuela especial para el estado mayor de la policía.

#### Rangos y salarios
Véase: Rangos e insignias de la Ordnungspolizei